# Saint-Amant-Roche-Savine
Pour les articles homonymes, voir Saint-Amant, Roche (homonymie) et Savine.
Saint-Amant-Roche-Savine est une commune française, située dans le sud-est du département du Puy-de-Dôme en région Auvergne-Rhône-Alpes. Commune rurale de moyenne montagne des monts du Livradois, sa population en 2022 était de 532 habitants.

## Géographie

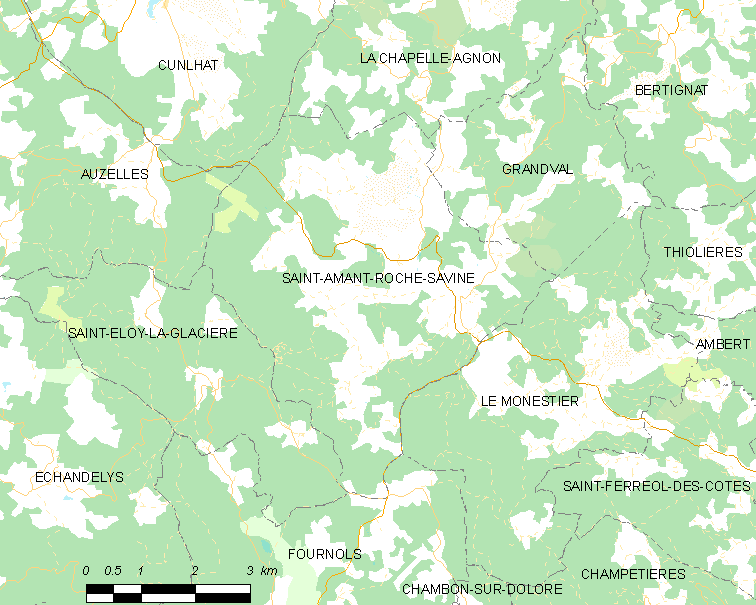
Carte de la commune de Saint-Amant-Roche-Savine.

### Localisation
La commune se situe dans le Haut-Livradois, dans le sud-est du département du Puy-de-Dôme, à 9 km à vol d'oiseau à l'ouest-nord-ouest d'Ambert, à 20 km à l'est d'Issoire, à 32 km au sud de Thiers et 49 km au sud-est de Clermont-Ferrand.
Elle est une des communes centrales du parc naturel régional Livradois-Forez.

#### Communes limitrophes
Les communes limitrophes sont Auzelles, La Chapelle-Agnon, Cunlhat, Fournols, Grandval, Le Monestier et Saint-Éloy-la-Glacière.
| Cunlhat                | La Chapelle-Agnon        | Grandval     |
| Auzelles               | Saint-Amant-Roche-Savine |              |
| Saint-Éloy-la-Glacière | Fournols                 | Le Monestier |

### Géologie et relief
L'altitude moyenne de la commune, située dans les monts du Livradois, est de 937 mètres, avec des niveaux fluctuant entre 756 et 1 118 mètres.

### Climat
Pour des articles plus généraux, voir Climat d'Auvergne-Rhône-Alpes et Climat du Puy-de-Dôme.
En 2010, le climat de la commune est de type climat des marges montagnardes, selon une étude du Centre national de la recherche scientifique s'appuyant sur une série de données couvrant la période 1971-2000. En 2020, Météo-France publie une typologie des climats de la France métropolitaine dans laquelle la commune est exposée à un climat de montagne ou de marges de montagne et est dans la région climatique  Nord-est du Massif Central, caractérisée par une pluviométrie annuelle de 800 à 1 200 mm, bien répartie dans l’année. 
Pour la période 1971-2000, la température annuelle moyenne est de 8,5 °C, avec une amplitude thermique annuelle de 15,8 °C. Le cumul annuel moyen de précipitations est de 1 052 mm, avec 10,9 jours de précipitations en janvier et 8,2 jours en juillet. Pour la période 1991-2020, la température moyenne annuelle observée sur la station météorologique de Météo-France la plus proche, « Cunlhat », sur la commune de Cunlhat à 8 km à vol d'oiseau, est de 10,1 °C et le cumul annuel moyen de précipitations est de 1 010,2 mm,. Pour l'avenir, les paramètres climatiques de la commune estimés pour 2050 selon différents scénarios d'émission de gaz à effet de serre sont consultables sur un site dédié publié par Météo-France en novembre 2022.

## Urbanisme

### Typologie
Au 1er janvier 2024, Saint-Amant-Roche-Savine est catégorisée commune rurale à habitat dispersé, selon la nouvelle grille communale de densité à sept niveaux définie par l'Insee en 2022.
Elle est située hors unité urbaine. Par ailleurs la commune fait partie de l'aire d'attraction d'Ambert, dont elle est une commune de la couronne,. Cette aire, qui regroupe 29 communes, est catégorisée dans les aires de moins de 50 000 habitants,.

### Lieux-dits et écarts
- Balance
- Barbaliche
- la Barthe
- Bartivel
- les Baudonnières
- le Besset
- le Bethonnat
- le Bourg
- les Buges
- le Buisson
- la Butte
- le Cabaret
- les Chapioux
- les Chaux
- Chavechat
- Chenailles
- Chez Boyer
- Chez Marchand
- la Farge
- Fauchery
- les Fayes
- la Fayolle
- Fleix
- la Forie
- Fournier
- Gachon
- la Garnasse
- la Gilbertasse
- aux Gouttes
- la Grange Neuve
- Grolet
- l'Hôpital
- Lasteyras
- Losfournet
- Malfrancon
- le Malmontat
- le Marcepoil
- Metou
- la Mine
- le Monial
- le Moulin de Martial
- le Moulin de Rouhade
- Moulin Neuf
- Neuville
- les Parineaux
- le Serindat
- les Serves
- le Solier
- les Terrasses
- la Valatie
- le Verdier
- Soudade.

### Voies de communication et transports
La commune est traversée par la route départementale 996, ancienne route nationale 496 reliant Issoire à l'ouest et Ambert à l'est. Au sud, la D 37 permet de rejoindre Fournols et Saint-Germain-l'Herm tandis qu'au nord-est, cette même route continue vers Grandval et Bertignat. Vers le nord, la D 87 relie le bourg à La Chapelle-Agnon.

## Toponymie
Au cours de la période révolutionnaire de la Convention nationale (1792-1795), la commune a porté le nom de Roche-Savine.

## Politique et administration

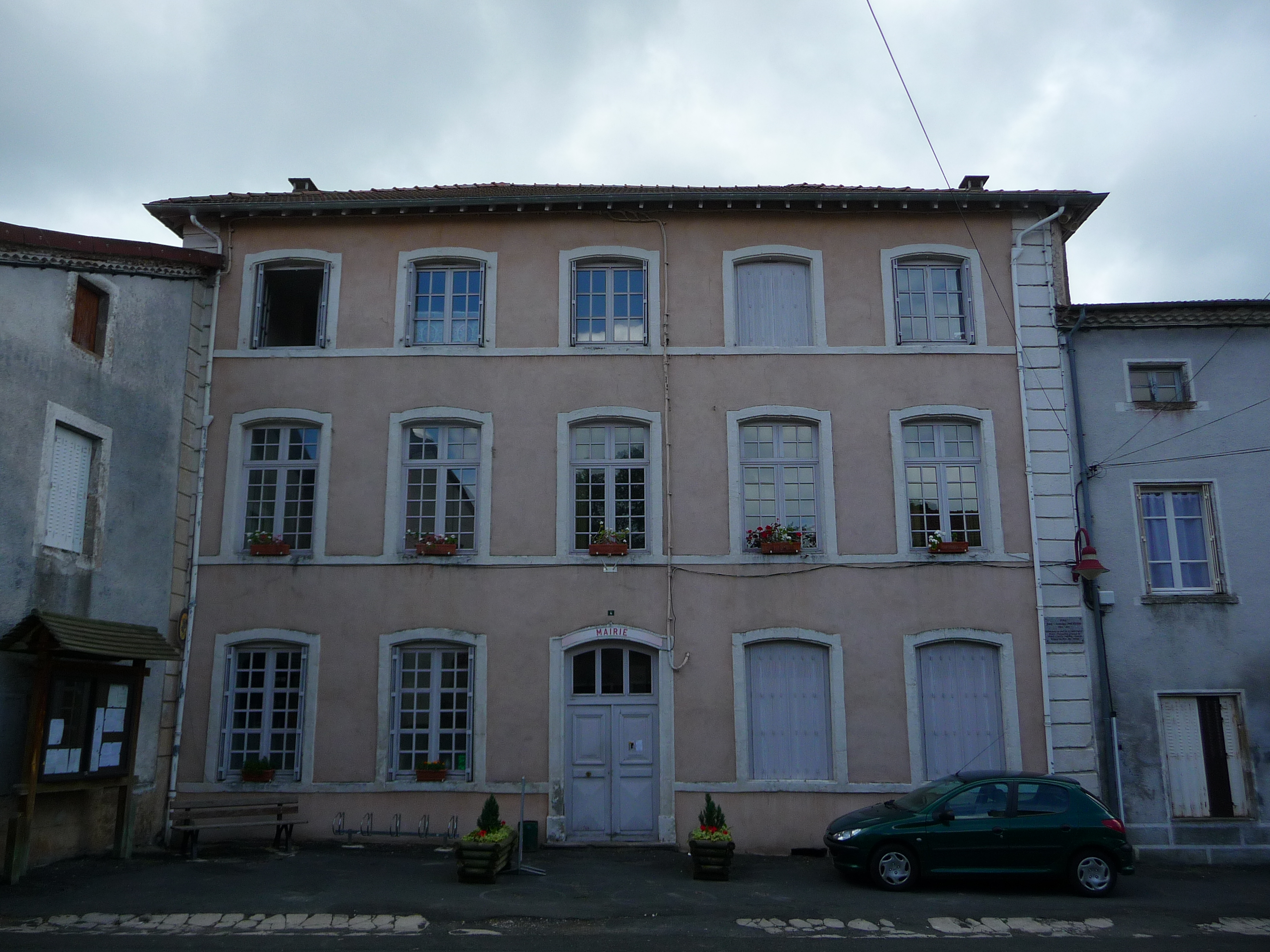
Mairie.

| Période                                  | Période                        | Identité                                | Étiquette | Qualité |
| ---------------------------------------- | ------------------------------ | --------------------------------------- | --------- | --- |
| Les données manquantes sont à compléter. |                                |                                         |           | |
| mars 1983                                | avril 2010                     | André Chassaigne                        | PCF       | Conseiller général du canton de Saint-Amant-Roche-Savine (1979-2004) Député de la 5e circonscription du Puy-de-Dôme (2002-2025) Démissionnaire à la suite de son élection comme conseiller régional |
| avril 2010                               | mai 2018                       | François Chassaigne (Fils du précédent) | PCF       | Démissionnaire |
| mai 2018 (réélu en 2020)                 | En cours (au 2 septembre 2020) | Serge Joubert                           | PCF       | Retraité Élu le 5 mai 2018, en remplacement du maire démissionnaire. |

## Population et société

### Démographie
L'évolution du nombre d'habitants est connue à travers les recensements de la population effectués dans la commune depuis 1793. Pour les communes de moins de 10 000 habitants, une enquête de recensement portant sur toute la population est réalisée tous les cinq ans, les populations de référence des années intermédiaires étant quant à elles estimées par interpolation ou extrapolation. Pour la commune, le premier recensement exhaustif entrant dans le cadre du nouveau dispositif a été réalisé en 2006.

En 2022, la commune comptait 532 habitants, en évolution de +7,47 % par rapport à 2016 (Puy-de-Dôme : +2,1 %, France hors Mayotte : +2,11 %).
| 1793  | 1800  | 1806  | 1821  | 1831  | 1836  | 1841  | 1846  | 1851  |
| ----- | ----- | ----- | ----- | ----- | ----- | ----- | ----- | ----- |
| 1 635 | 1 874 | 1 843 | 1 861 | 2 204 | 2 299 | 2 294 | 2 289 | 2 201 |

| 1856  | 1861  | 1866  | 1872  | 1876  | 1881  | 1886  | 1891  | 1896  |
| ----- | ----- | ----- | ----- | ----- | ----- | ----- | ----- | ----- |
| 2 101 | 1 956 | 1 818 | 1 751 | 1 726 | 1 689 | 1 756 | 1 669 | 1 518 |

| 1901  | 1906  | 1911  | 1921  | 1926  | 1931  | 1936  | 1946  | 1954 |
| ----- | ----- | ----- | ----- | ----- | ----- | ----- | ----- | ---- |
| 1 566 | 1 477 | 1 411 | 1 199 | 1 151 | 1 077 | 1 031 | 1 007 | 843  |

| 1962 | 1968 | 1975 | 1982 | 1990 | 1999 | 2006 | 2011 | 2016 |
| ---- | ---- | ---- | ---- | ---- | ---- | ---- | ---- | ---- |
| 710  | 653  | 585  | 540  | 500  | 530  | 534  | 528  | 495  |

| 2021 | 2022 | - | - | - | - | - | - | - |
| ---- | ---- | - | - | - | - | - | - | - |
| 522  | 532  | - | - | - | - | - | - | - |

### Enseignement
Saint-Amant-Roche-Savine dépend de l'académie de Clermont-Ferrand. Elle gère une école primaire.
Le collège Alexandre-Vialatte, géré par le conseil départemental du Puy-de-Dôme, est également implanté sur le territoire communal. Il n'accueillait que sept élèves (de 4e et de 3e) pour l'année scolaire 2022-2023. La fermeture du collège de Saint-Amant-Roche-Savine a été prononcée par le rectorat de l'académie de Clermont-Ferrand en janvier 2023. L'établissement avait failli fermer en 1980 à l'époque où André Chassaigne venait de prendre la direction de l'établissement, qui comptait alors 47 élèves. Le collège hébergeait également un internat, fermé en mars 2021 pour des raisons de sécurité. À compter de la rentrée 2023, les élèves sont scolarisés au collège d'Ambert.
Les élèves poursuivent leur scolarité au lycée Blaise-Pascal d'Ambert.

### Manifestations culturelles et festivités
- Festival de musique Europavox ;
- Championnat de France de caisse à savon (juillet 2010).
- Festival La Belle Rouge[27], organisé par la Compagnie Jolie Môme.

## Économie

### Tourisme
- Camping municipal (Saviloisirs)

## Culture locale et patrimoine

### Lieux et monuments
- Église Saint-Barthélémy, XVe siècle, classée monument historique ;
- Croix en pierre (début du XVIe siècle).

### Patrimoine naturel
La commune de Saint-Amant-Roche-Savine est adhérente du parc naturel régional Livradois-Forez.
Le col des Fourches (972 m), au sud du bourg, a été emprunté six fois par le Tour de France. À l'ouest de la commune, le col de Toutée (996 m) a été emprunté cinq fois.

### Personnalités liées à la commune
- Henri Pourrat mentionne[28] « ce bourg où Alexandre Vialatte, en se retrempant chaque jour dans le limpide étang des Escures, écrivit en trois semaines Le Fidèle Berger, et, c'est le plus étonnant des livres de guerre parus durant la guerre, le plus profond. Celui où la colère, l'humour, la simplicité, la fidélité nous parlent de plus près ».
- André Chassaigne, enseignant, homme politique, député, ancien maire et conseiller général et régional.